# José Ruiz (basket-ball)
Pour les articles homonymes, voir Ruiz et José Ruiz.
José Valentin Ruiz, né le 22 février 1955 à Sahagun (Espagne), est un entraîneur français de basket-ball. Il est également, depuis 2007, le président du syndicat des entraîneurs de basket-ball français.
José Ruiz finit sa carrière en tant que professeur d'EPS au collège Éléonore de Provence sis dans la commune de Monségur avant de prendre sa retraite à la fin de l'année scolaire 2018-2019.

## Clubs
Ses postes dans le basket-ball masculin sont :
- 1989-1990 :  Saint-Quentin Basket-Ball (Pro A - Centre de formation)
- 1990-1992 :  Saint-Quentin Basket-Ball (Pro A)

Ses postes dans le basket-ball féminin sont :
- 1993-1997 :  Stade Clermontois Auvergne Basket 63 (NF1A)
- 1997-2000 :  Tarbes Gespe Bigorre (LFB)
- 2000-2001 :  Villeneuve-d'Ascq (LFB)
- 2001-2003 :  W Bordeaux Basket (LFB)
- 2004-2005 :  Istres Sports BC (NF1)
- 2005-2007 :  Lattes Montpellier Agglomération Basket (LFB)

## Palmarès
- Vainqueur de la Coupe de France féminine : 1998